# 寧肯
寧肯（1959年—），本名宁民庆，北京人，中國當代作家。曾獲第二届及第四屆老舍文学奖长篇小说奖、第一屆紅樓夢獎入圍推薦獎、第一屆施耐庵文學獎、第七屆魯迅文學獎。

## 主要作品
- 蒙面之城
- 沉默之门
- 环形女人
- 天·藏
- 三個三重奏
- 北京：城与年